# Grad Wittem
Grad Wittem (nizozemsko Kasteel Wittem, Chateau Wittem) je graščina v vasi Wittem v nizozemsko-limburški občini Gulpen-Wittem .

## Wittem
Najstarejše ime Wittema je Witheim, kar pomeni hiša (heim) pri hrastu (belem). Wittem je bil nekoč po površini največja občina na Nizozemskem.
Wittemova zgodovina vključuje nekaj pomembnih imen. Tam naj bi počival papež Leon III. na poti v Tongeren, tam je bil nastanjen Viljem Oranski in tam je prespal kralj Karel V. na poti v Aachen na kronanje za svetega rimskega cesarja. 
Wittem se nahaja na pol poti med Maastrichtom in cesarskim mestom Aachen, dvema pomembnima mestoma v srednjem veku. Cesta od Maastrichta preko Wittema do Aachna se danes imenuje "Cesarska pot" (Rijksweg), v preteklosti pa je bila podeželska cesta, ki so jo morda zgradili Rimljani, Stara Ahenska pot.
V bližini Wittema se srečata dva velika potoka: Selzerbeek in Geul. Gre za močvirnato dolino, kjer so bili v preteklosti postavljeni številni mlini. Mlini za žito, pa tudi za tekstil. Ljudje, ki so bili lastniki teh mlinov, so postali zelo bogati, kot sta družini Clermont in Merckelbach. Imeli so mline v bližini Vaalsa in Wittema, med drugim za nastajajočo tekstilno industrijo.
Pomembna je bila tudi lega vasi glede na Liège in Maastricht. Ko je bil Maastricht oblegan, so se tuje čete pogosto zadrževale v bližini Wittema. Med osemdesetletno vojno so bile španske čete v Maastrichtu in Viljem Oranski je oblegal mesto. Ko so se njegove čete pripravljale na napad na Maastricht, je Viljem Oranski prenočil na gradu Wittem. Tudi med francosko-nizozemsko vojno so francoske čete oblegale Maastricht, ki je bil takrat v lasti republike.

## Zgodovina gradu Wittem

### Srednji vek
Leta 1220 je Winand Julemontski kupil poznejši grad Wittem od opatije sv. Jakoba v Liègu. Julemontovi so bili družina iz območja vzhodno od Liègea. Ko so prevzeli Wittem, so ga razširili z velikim kamnitim stolpom blizu Sinselbeeka. Scavendrieschov grb je bil rdeč, nazobčan trnov križ na beli podlagi. Njihov grb je še vedno na vrhu stekla ob vhodu v grad Wittem. Leta 1344 je Arnold II. Wittemov vnuk, Gerard III., prodal grad Wittem za 2.300 guldnov Johanu Cosselaerskemu, nezakonskemu sinu brabantskega vojvode Janeza II . Kmalu zatem je Cosselaerskim uspelo dodati vas Mechelen pod svojo sodno oblast.
Grad Wittem je bil nekoč veliko večji kot danes in je imel sedem stolpov. Trdni grad Wittem se pojavlja v vseh vrstah pesmi. Na primer, srednjeveški pisatelj Jan van Heelu govori v svoji  Rimani kroniki o obleganju gradu: "Ampak so opustili Witham in vsi so spet odšli."

### Pallandtski
21. oktobra 1520 je Karel V. prenočil na gradu Wittem, preden je bil naslednji dan v Aachnu okronan za cesarja. Pallandtski, ki so takrat živeli na gradu, so veljali za zveste vazale burgundskih in habsburških monarhov. To se je spremenilo nekaj desetletij pozneje, ko je Floris Pallandtski (1539-1598) po predstavitvi Peticije plemičev (1566) postal eden od uporniških plemičev. Zaradi tega so Španci grad zaplenili.

### Waldeck in Plettenberg
Po smrti Florisa II. Pallandtskega leta 1639 je Wittem prišel v last grofov Waldeck. V Maastrichtu so ulica, park in bastion poimenovani po Juriju Frideriku, grofu Waldecku, ki je bil tam vojaški guverner od 1679 do 1692 in je tudi dobrotnik luteranske cerkve v tem mestu. Velik del gradu Wittem so v začetku leta 1679 razstrelile francoske čete.
Wittem je leta 1717 kupil Ferdinand Plettenberški in leta 1732 povzdignil v grofijo.

### Merckelbach
Družina Merckelbach je bila dolga leta zaposlena kot lokalni upravitelj, najprej pri Waldeckih in kasneje pri Plettenbergih. Od leta 1764 je Adolfus Merckelbach živel na gradu Wittem. Njegov sin, notar in župan Simon Merckelbach, je od francoske vlade kupil grad in zemljišča za 80.000 talerjev. Simon Merckelbach in zlasti njegov sin Janez Mathys - mirovni sodnik, župan in veliki posestnik - sta obnovila grad Wittem in ga pripeljala v neogotsko stanje, kot ga poznamo danes. Janez Mathys Merckelbach (1792-1838) je dal okoli gradu tudi zgraditi park.
V ozadju tesnih stikov z aachenskimi proizvajalci Monnheim, Gianni in Heusch so potomci Janeza Mathysa dosegli veliko blaginjo. Zakonca Merckelbach sta se znašla tudi v (nizozemski) javni upravi. Potomci Janeza Mathysa so obdržali grad in zemljišča v svoji posesti do leta 1956.

### Gostinstvo
Leta 1958 je grad kupil Jack Rooding, sin valkenburškega hotelirja Johana Roodinga. Dal ga je prenoviti, tam ustanovil hotelsko restavracijo in ga leta 1968 prodal Pieterju Ritznu. Od leta 1977 do 1989 je imela restavracija Kasteel Wittem Michelinovo zvezdico. Leta 2009 je družina Ritzen grad prodala.
Gostinsko podjetje so znova odprli marca 2011, lastnika sta bila Ronald in Silvia de Meij. Grad sta leta 2018 prodala Aleksandru in Nicole Wilden, ki sta tam odprla hotel Château Wittem in restavracijo Julemont. Pod vodstvom kuharja Guida Braekena je restavracija leta 2022 dosegla dve Michelinovi zvezdici naenkrat.

## Opis gradu
Stavba je državni spomenik .
- Dovoz
- Glavno krilo z vhodom
- Zadnja stran gradu
- Grajska kmetija
- Wittemski mlin